# Нестеровский, Яков Кононович
Яков Ко́нонович Нестеро́вский (1808 или 1810 — 26 июня 1887) — российский горный инженер, ботаник, научный писатель.

## Биография
С детства работал на Златоустовских заводах и в качестве пансионера от них учился в 1824—1830 годах в Горном кадетском корпусе. Завершив обучение, стал практикантом в доменном цехе завода. В 1833 году получил назначение помощником управляющего Главной чертёжной, спустя год был произведён в поручики корпуса горных инженеров. Затем до 1835 года участвовал в изучении геогностического строения Златоустовского округа, а в 1836 году заняв должности помощника управителя Оружейной фабрики и главы только что созданной тогда метеорологической обсерватории. В 1839 году возглавил Оружейную фабрику (на тот момент ещё как исполняющий должность). С 1840 года был управителем Мотовилихинского завода, в 1841 году получил звание капитана, в 1847 года — майора, вернувшись в том же году в Златоуст и будучи утверждён в должности управителя Оружейной фабрики. В 1850 году был произведён в полковники, с 1854 года служил горным начальником Пермских заводов, где ввёл усовершенствования, касавшиеся освежения воздуха и улучшения вентилирования в рудниках. За свою деятельность был в 1843 году награждён орденом Св. Станислава 3-й степени, в 1853 году — Св. Анны 3-й степени. В отставку вышел в 1866 году.
Ему принадлежат сочинения «Геогностическое описание пятого участка округа Златоустовских заводов» («Горный журнал», 1835 год, часть II) и «Геогностическое описание шестого участка округа Златоустовских заводов» (там же, 1877 год, часть I). Его увлечением было изучение флоры Златоустовского Урала: в 1852 году им был составлен гербарий и каталог растений Златоустовского горного округа.
Его сын, Николай Яковлевич, горный инженер, напечатал ряд статей в «Горном журнале» 1870—1890-х годов.
Приезжал в Туринск для проведения изыканий для строительства железной дороги Екатеринбург-Егоршино-Ирбит-Туринск-Тавда.
Похоронен на Смоленском православном кладбище; могила утрачена.